# Grupa Sudecka GOPR

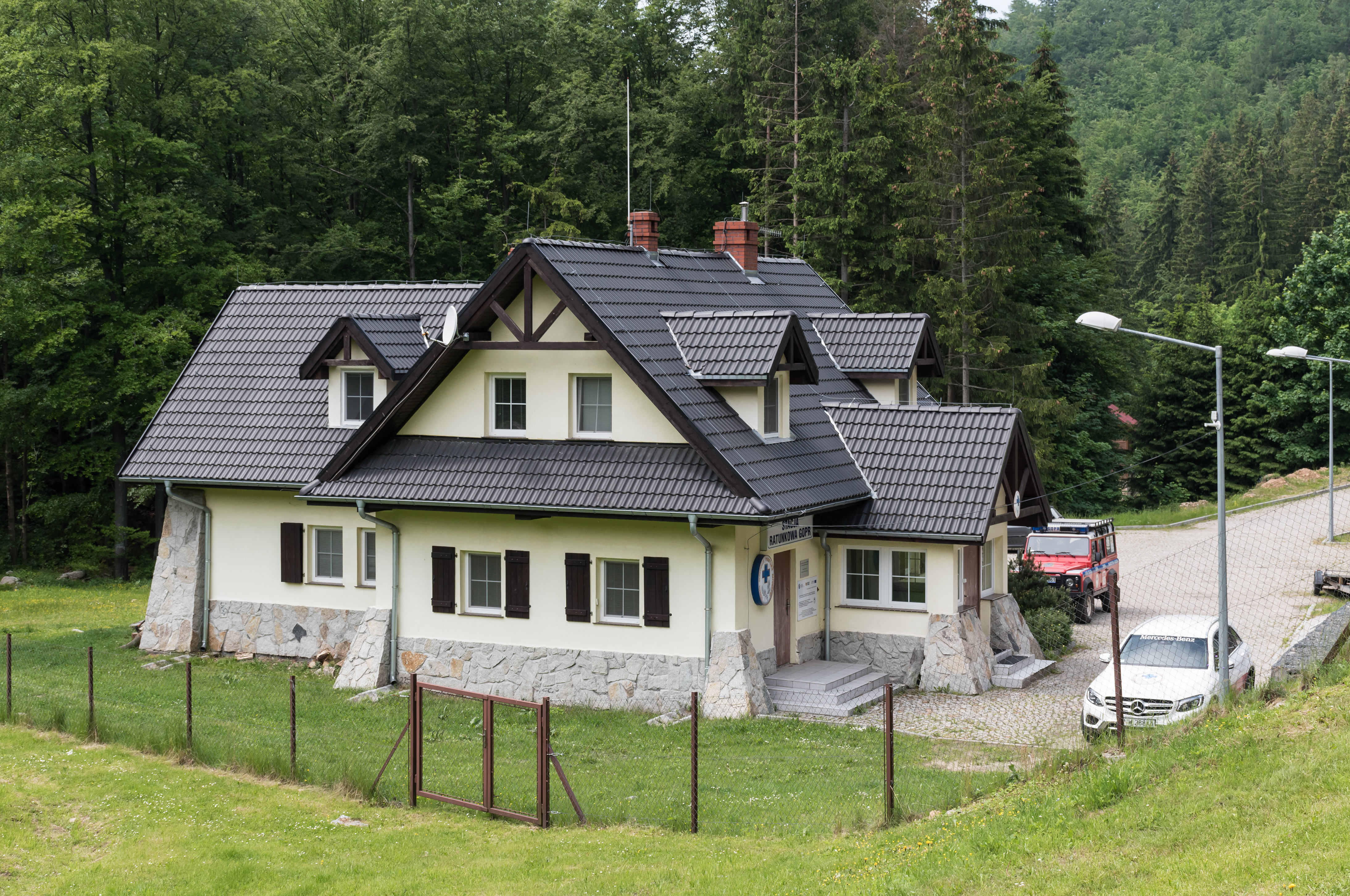
Stacja ratunkowa GOPR w Międzygórzu

Grupa Sudecka GOPR (w latach 1976–2019 Grupa Wałbrzysko-Kłodzka) – jedna z siedmiu grup regionalnych Górskiego Ochotniczego Pogotowia Ratunkowego. Prowadzi akcje ratownicze, szkolenia i zapobiega wypadkom na terenach górskich Sudetów Środkowych i Wschodnich oraz Masywu Ślęży.

## Początki – Sudeckie GOPR PTTK
Jej początkiem jest powołane przez Zarząd Główny Polskiego Towarzystwa Turystyczno-Krajoznawczego Sudeckie Górskie Ochotnicze Pogotowie Ratunkowe z siedzibą w Jeleniej Górze, obejmujące od 1952 swoją działalnością Karkonosze, Góry Wałbrzyskie i Masyw Śnieżnika. W 1956 powołano podgrupę Grupy Sudeckiej GOPR PTTK – sekcję operacyjną w Polanicy-Zdroju prowadzącą służbę górską w miejscach o największym nasileniu ruchu turystycznego i wzmocnioną przez ratowników zawodowych. Latem ratownicy pełnili stałe dyżury na Szczelińcu, zimą stałe dyżury w schroniskach na Śnieżniku i w Zieleńcu oraz dyżury sobotnio-niedzielne w schronisku „Spalona”.

## Powołanie Grupy
31 sierpnia 1976 na podstawie uchwały Rady Naczelnej GOPR Grupa Sudecka została rozwiązana. Jednocześnie powołano dwie nowe grupy regionalne GOPR: Grupę Karkonoską w Jeleniej Górze oraz Grupę Wałbrzysko-Kłodzką z siedzibą w Wałbrzychu, której naczelnikiem został Stanisław Ządek, a w skład zarządu weszli Teodor Schubert – prezes, członkowie: Stanisław Fraus i Donat Toczyński z Polanicy-Zdroju, Józef Husejko, Zygmunt Jodłowski.
Stanisław Fraus został też kierownikiem sekcji operacyjnej Kłodzko, która na prowadziła dyżury stałe – zimą w schroniskach: „Orlica”, „Na Śnieżniku” i dodatkowo dyżury sobotnio-niedzielne w schroniskach „Orzeł” i „Spalona”. Dyżury pełniono również w punktach ratunkowych w narciarskich rejonach przywyciągowych Duszniki-Zdrój i Dzikowiec. Na Przełęczy Sokolej w Górach Sowich i Przełęczy Spalonej w Górach Bystrzyckich ustawiono własne domki, zmodernizowano również wyposażenie stacji i punktów ratunkowych. W 1977 GOPR został zarejestrowany jako samodzielne stowarzyszenie i wystąpił ze struktur PTTK.
Od 1 stycznia 2020 Grupa zmieniła nazwę na Grupa Sudecka GOPR. Jest to powrót do historycznej nazwy obowiązującej do 1976.

## Teren działania
Grupa działa na terenie Sudetów Środkowych (obejmujących m.in. Góry Kamienne, Góry Wałbrzyskie, Góry Sowie, Góry Bardzkie, Góry Stołowe, Góry Orlickie, Góry Bystrzyckie), części Sudetów Wschodnich (w tym Masywu Śnieżnika i Gór Złotych), oraz Masywu Ślęży – łącznie na obszarze 2400 km². Sprawuje opiekę nad siecią szlaków turystycznych o długości 1600 km.

## Działania i wyposażenie
Na ziemi kłodzkiej ratownicy dyżurują w stacjach ratunkowych: Zieleniec, Spalona, Międzygórze oraz punktach: Czarna Góra, Szczeliniec, Kamienica. W latach 1994–2006 przeprowadzono 1123 interwencje, 3494 akcje ratunkowe i 93 wyprawy poszukiwawcze. W latach 90. Grupa otrzymała własny obiekt w Międzygórzu przeznaczony na stację ratunkową oraz centralne miejsce szkoleń, a w 2004 ukończono stację w Zieleńcu, obecnie również ośrodek szkoleniowy.
Grupa dysponuje samochodami terenowymi, czterokołowymi quadami i skuterami śnieżnymi, detektorami lawinowymi, defibrylatorami oraz odbiornikami GPS. Grupa prowadzi szkolenia i współpracuje z ratownikami innych grup regionalnych GOPR, górskich służb ratowniczych z Czech i Niemiec oraz ratownictwa górniczego, straży pożarnej, policji i BOR. GOPR realizuje zadania z zakresu ratownictwa górskiego dzięki środkom finansowym MSW.

## Ratownicy
Ratownikami są ludzie różnych zawodów. W 2002 na zjeździe w Zakopanem godność członków honorowych GOPR nadano m.in. Stanisławowi Ządkowi i Stanisławowi Frausowi, a kilkunastu ratowników uzyskało stopnie instruktorskie ratownictwa górskiego. Inni członkowie honorowi to: Stanisław Maksymowicz, prekursor w organizacji systemu szkoleń ratownictwa z powietrza (jako pierwszy ratownik GOPR ukończył w 1987 organizowany przez Österreichischer Bergrettungsdienst kurs takiego ratownictwa), Władysław Puzoń, Franciszek Stefanowicz, Teodor Schubert, Lesław Załubko, Jerzy Adamus, Władysław Biskup.

## Władze (wybór)
- W 2014 członkami zarządu Wałbrzysko-Kłodzkiej Grupy GOPR byli m.in.: Arkadiusz Kitkowski – prezes, Bartosz Małek; naczelnikiem Służby Górskiej był Zdzisław Wiatr, szefem wyszkolenia – Zbigniew Jagielaszek[8].
- 18 lipca 2016 naczelnikiem Służby Górskiej został Mariusz Rzepecki, kierownikiem Sekcji Operacyjnej Kłodzko – Tomasz Lipiński[9].
- W 2020 członkami zarządu Sudeckiej Grupy GOPR byli m.in.: Jacek Koziarek – prezes; Łukasz Pokorski – do 1 września 2020 naczelnik Służby Górskiej; szef szkolenia, a od 1 września 2020 naczelnik Służby Górskiej – Mariusz Grudzień[10][11].